# Mistrz Potockich

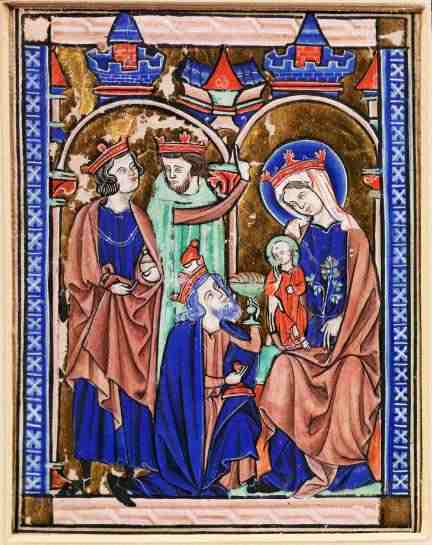
Psałterz Potockich, Pokłon Trzech Króli (Blackburn Museum and Art Gallery, k. 1v)

Mistrz Potockich – anonimowy twórca iluminacji książkowych z połowy XIII wieku, pochodzący z Francji, prawdopodobnie z Paryża. Nadany mu pseudonim pochodzi od jego pierwszego zidentyfikowanego dzieła, Psałterza Potockich; jego warsztat nazywany jest Potocki-atelier.

## Psałterz Potockich
Mistrz Potockich jest autorem czterech zachowanych całostronicowych ilustracji znajdujących się w Psałterzu Potockich, jak również sześciu dalszych miniatur zidentyfikowanych jako pochodzące z tego psałterza, a odnalezionych w muzeach w Blackburn (k. 1v, k. 2, k. 3v, k. 4), Bostonie (nr 57. 707) i w Cleveland. Pięć miniatur zostało zidentyfikowanych przez amerykańskiego badacza, Roberta Brannera w 1971 roku, a karta odnaleziona w Cleveland została zidentyfikowana jako dzieło tego iluminatora w 2005 roku.
Warsztat Mistrza Potockich charakteryzuje dyscyplina i klarowność kompozycji, która wyraźnie odróżnia go od innych trzynastowiecznych iluminatorów. Posługuje się też typowym dla siebie zestawem pigmentów. Ciemny, kobaltowy błękit kontrastuje z różem, a cynober z jasną zielenią. Barwna jest umowna architektura, a fałdy szat, biegnące najczęściej równolegle, są spokojne w swoim wyrazie, wymodelowane brązem i czernią.

## Inne dzieła
Ślady działalności Mistrza Potockich zostały odnalezione przez Roberta Brannera również w innych ilustrowanych manuskryptach. Zawiera je monumentalne, zespołowe dzieło, luksusowa „Bible moralisée” z lat 1225–1235, ufundowana przez francuską parę królewską: Ludwika IX Świętego i Małgorzatę z Nawarry i przechowywana w katedrze de Santa María w Toledo, oraz bliźniaczy manuskrypt zawierający pierwszy tom „Biblii moralizowanej” (zwanej w skrócie OPL od miejsca przechowywania w trzech miastach: Oksfordzie, Paryżu i Londynie). Tom pierwszy jest przechowywany w Bodleian Library (Ms. Bodl. 207 b). Według ustaleń Roberta Brannera, w tomie trzecim Biblii z Toledo znajduje się 35, a w Biblii oksfordzkiej – 39 dzieł warsztatu Mistrza Potockich. 
Można mu również przypisać trzy miniatury: „Livre des serments des évêques de Paris” (Archives nationales, LL 79), dekorację malarską „Mszału Montiéramey” (Grand Seminaire w Verdun) oraz część iluminacji nazwanych „ręka III” manuskryptu „Vie des Saints” (British Library, Ms. Royal 20 D VI). Robert Branner zwrócił też uwagę na wyraźny związek całostronicowych miniatur Psałterza Potockich ze szczątkowo zachowanymi malowidłami ściennymi w górnej kondygnacji Sainte-Chapelle w Paryżu.